# Anton Pettersson
Per Anton Pettersson, född 13 juni 1879 i Sundby församling, Södermanlands län, död 2 april 1965 i Skutskärs församling, Uppsala län, var en svensk ombudsman och riksdagsledamot (bondeförbundare).
Pettersson var ledamot av riksdagens första kammare 1922–1923 och från 1932, invald i Blekinge och Kristianstads läns valkrets.